# Curat per UV

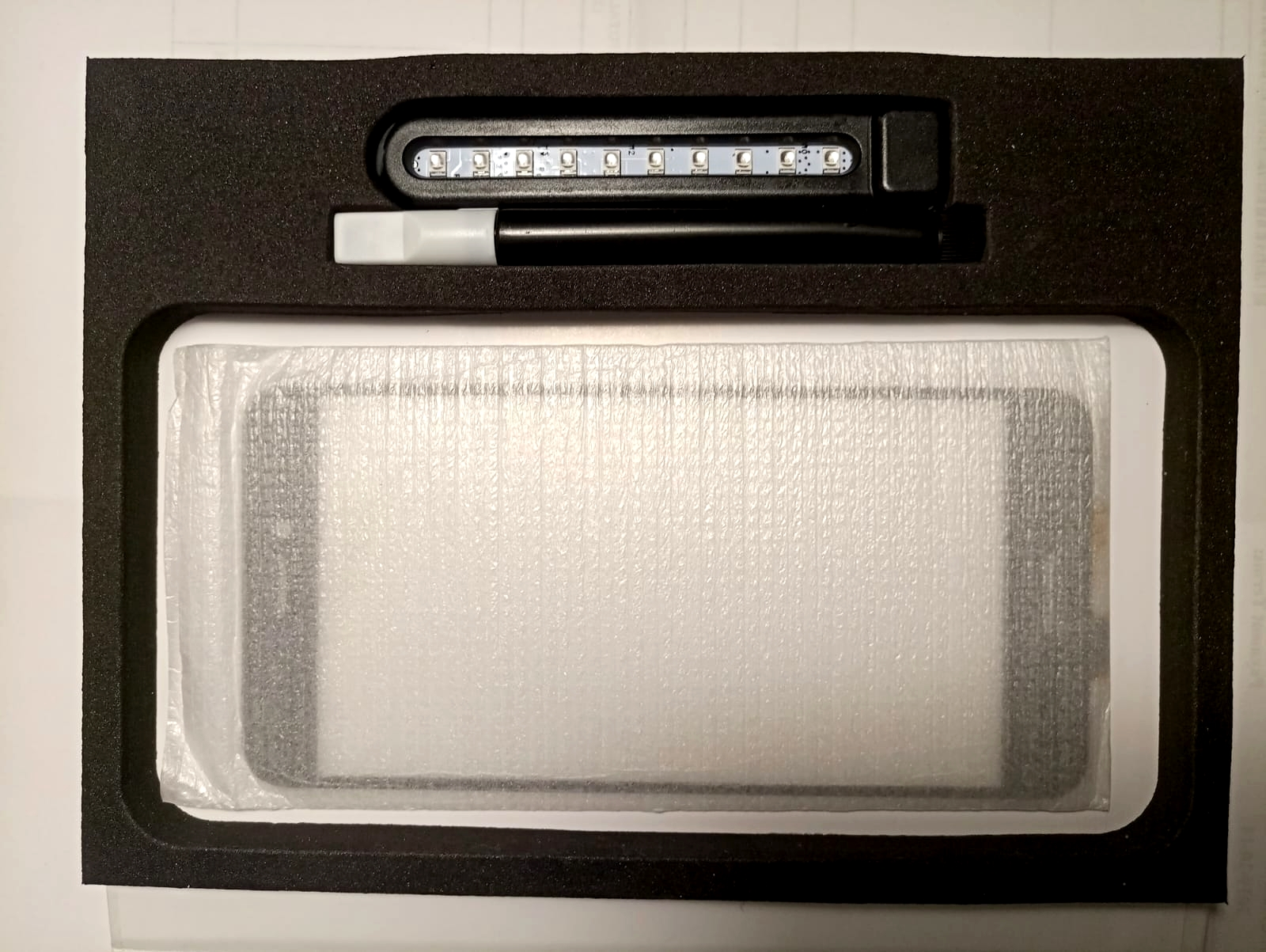
Kit de curat UV (λ= 400-15 nm)

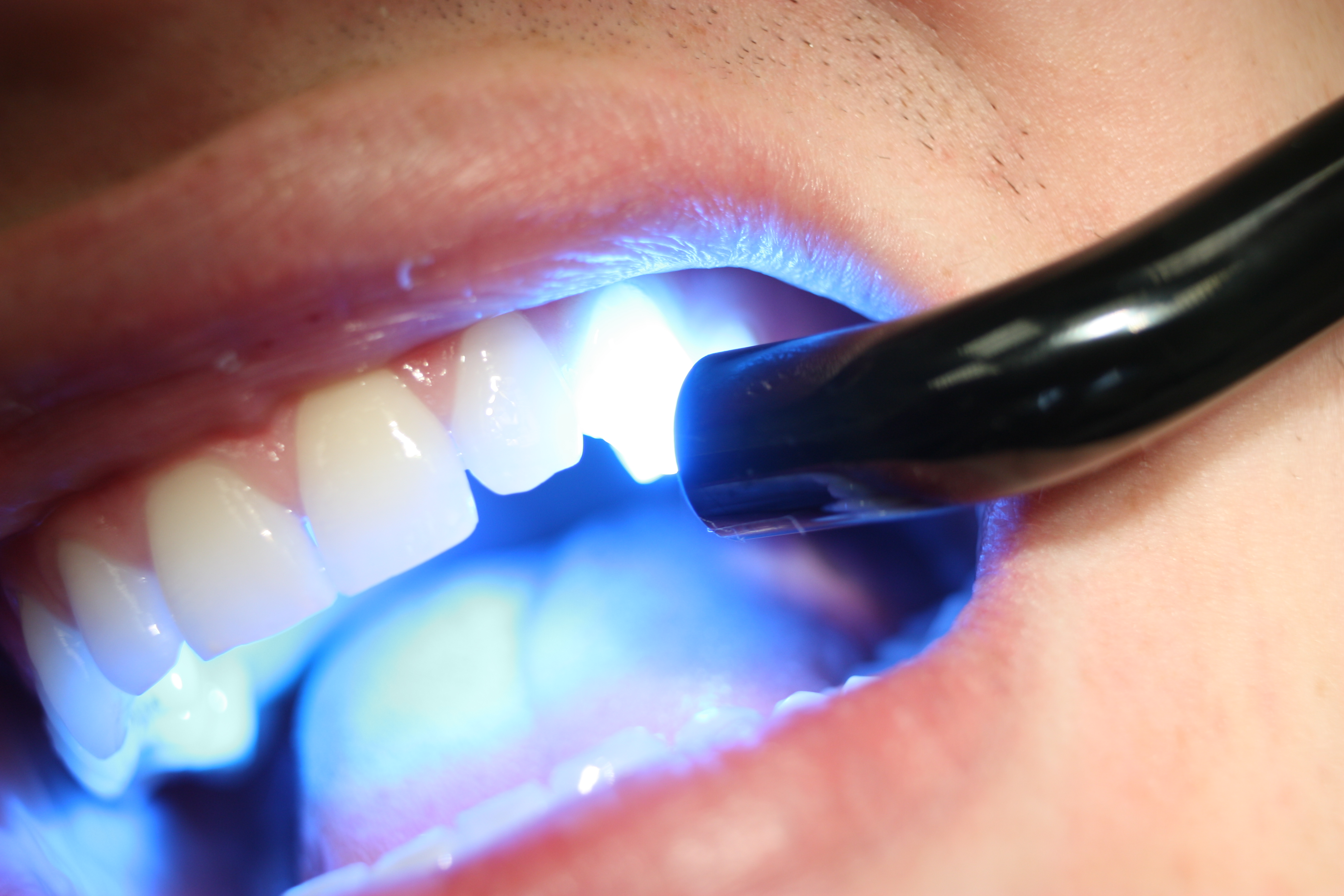
Una vareta de mà que emet llum blava primària (λmax = 450-470nm) s'utilitza per a curar la resina dins de la boca d'un pacient dental.

El curat per UV o reticulació química per UV (en anglès:UV curing) és un procés mitjançant el qual s'utilitza la llum ultraviolada per a provocar una reacció fotoquímica que genera una xarxa de polímers reticulats. El curat per UV s'utilitza en adhesius emprats en odontologia, i en el muntatge de diversos productes i materials, com per exemple els vidres de les pantalles tàctils. S'empra també en arts gràfiques en la impressió, recobriment, decoració, estèreo-litografia, etc. En comparació amb altres tecnologies, curar amb llum ultraviolada es pot considerar un procés de baixa temperatura i alta velocitat, apart de ser un procés sense solvent, atès que el curat es produeix per polimerització directa en lloc de fer-ho per evaporació. Aquesta tecnologia introduïda inicialment a la dècada de 1960, ha aconseguit a racionalitzar i augmentar l'automatització en moltes indústries del sector de la fabricació en sèrie.

## Adhesius curats per UV

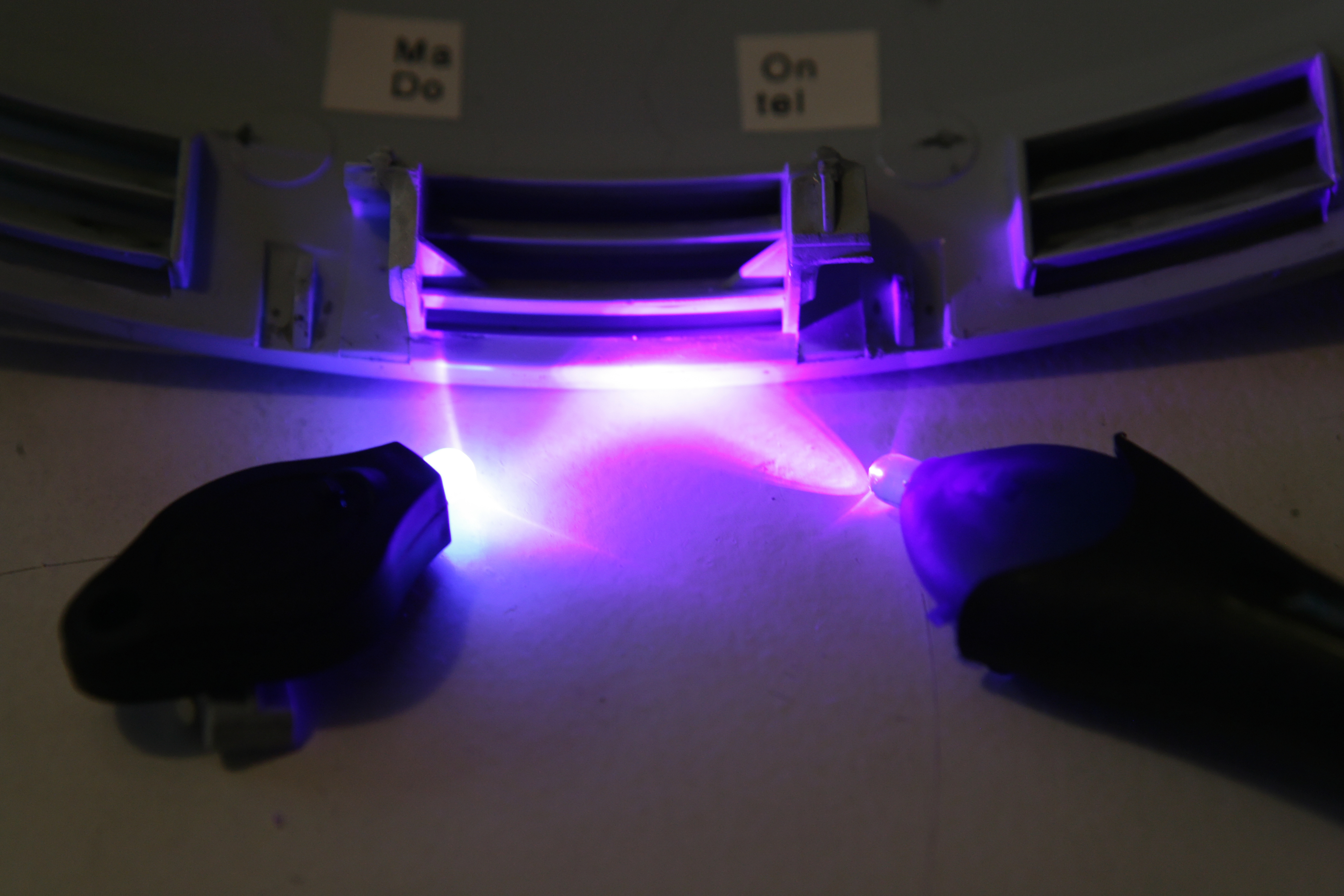
LEDs UV de 400-15 nm en acció

Els adhesius de curat per llum ultraviolada (UV), com també els altres coneguts com a materials de curat per "electron beam" (raig d'electró o EB), s'han popularitzat dins de diferents sectors de la fabricació pel seu ràpid temps de curat i pel fet que creen una unió de gran resistència. Els primers, els adhesius de curat per UV, generalment estan fets a base de component acrílics i poden curar en un marge de temps que va d'un segon fins a uns quants minuts.
La major part de fórmules permeten d'unir diferents substrats, materials com: metall, fusta, vidre, plàstic, ceràmica.. i algunes fins poden suportar temperatures extremes. A diferència dels adhesius tradicionals, els adhesius de curat per UV no només serveixen per a unir els materials abans esmentats, sinó que també es poden utilitzar per a segellar, reomplir i revestir dits materials.
Els adhesius curats per UV s'han convertit en un reemplaçament d'alta velocitat per als adhesius de dues parts, amb gran avantatge ja que aferren en fred, descarten l'evaporació de dissolvents, la barreja de proporcions i la possibilitat d'haver-se de preocupar per la vida de la unió. Utilitzen sobre tot el curat per UV-LED, aquesta tecnologia des que va entrar al mercat, va anar creixent ràpidament en popularitat, atès que té molts avantatges respecte als llums basats en vapor de mercuri.
Les seves qualitats fan que els adhesius de curat per UV siguin essencials en la fabricació d'articles de molts sectors especialitzats industrials. Entre les indústries que utilitzen els adhesius curats per UV hi ha les de: odontologia, medicina, òptica, aeroespacial, vidre, automoció, ciència, educació, artesanies, rellotgeria, joieria, electrònica i telecomunicacions, en aquestes dues darreres en una aplicació molt particular, "per a encolar els vidres de les pantalles tàctils dels smartphones".

## Altres aplicacions

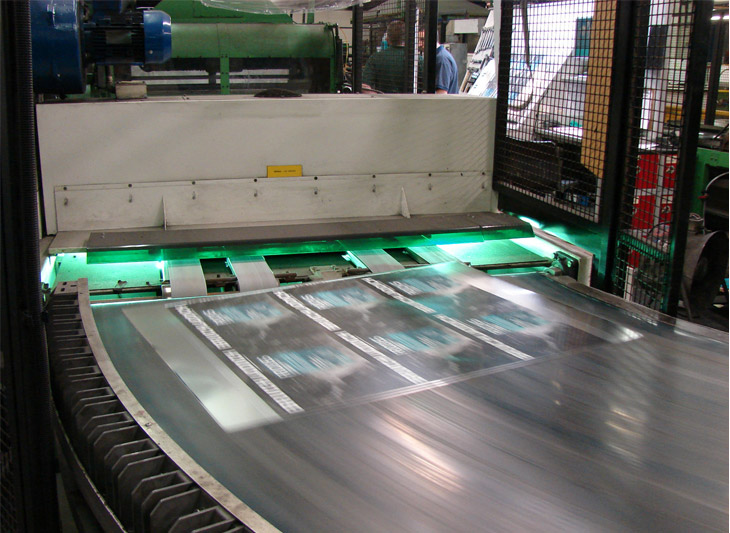
Recobriments de fotopolímer després del curat per UV.

A part del seu ús en adhesius, el curat per UV s'utilitza sempre que calgui curar i assecar tintes i recobriments. S'utilitza en el procés de serigrafia, on s'utilitzen sistemes de curat per UV per polimeritzar imatges en productes impresos per pantalla de seda, que van des de samarretes fins a peces 3D, fins i tot cilíndriques. S'utilitza en acabats d'instruments fins (guitarres, violins, ukuleles, etc.), en la fabricació de piscines i altres indústries artesanes de fusta. La impressió amb tintes curables per UV proporciona la possibilitat d'imprimir en una àmplia varietat de substrats com plàstics, paper, lona, vidre, metall, taules d'escuma, rajoles, pel·lícules i molts altres materials.
Aquesta tinta curable ha complert eficientment els requisits del sector de la publicació sobre gran varietat de papers i cartrons i en el món de la cosmètica (per exemple, ungles artificials i esmalt d'ungles en gel) 

## Avantatges del curat per UV

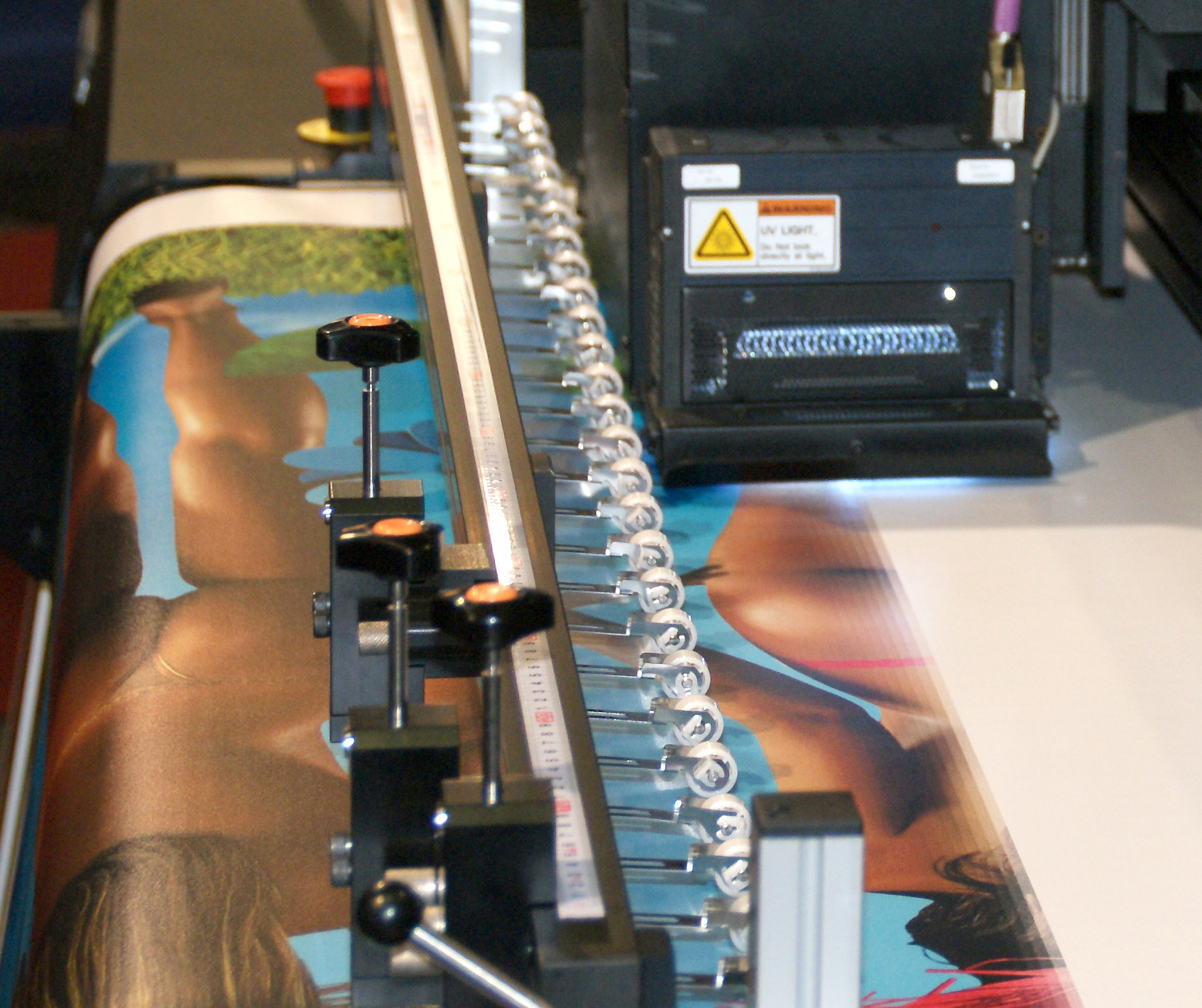
Impressió curada per UV.

El principal avantatge d'emprar el curat per UV en els acabats i les tintes amb llum ultraviolada és la velocitat amb la qual es pot llegir el producte final per a l'enviament.
A part d'accelerar la producció, també es poden reduir danys i errors a mesura que es redueix la quantitat de temps que poden ser embrutats per la pols, les mosques o qualsevol objecte transportat per l'aire.
Això pot augmentar la qualitat de l'element acabat i permetre una major consistència.
L'altre benefici evident és que els fabricants poden dedicar menys espai als acabats, ja que no han d'esperar que s'assequin. L'eficàcia d'aquest sistema té repercussions positives al llarg de tot el procés de fabricació.

## Tipus de curat per UV
Els llums de vapor de mercuri són la norma de la indústria per a curar productes amb llum ultraviolada. Les làmpades funcionen aplicant alta tensió en un recipient amb vapor de mercuri. Salta un arc dins del vapor de mercuri que emet una radiació espectral dins de la regió ultraviolada de l'espectre lluminós. La intensitat de la radiació es produeix en els 240-270nm i 350-380nm. Aquest espectre intens de llum és el que provoca el curat ràpid de les diferents aplicacions. En els darrers anys, un mercat emergent de tecnologia de curat per UV anomenat curat per UV-LED ha entrat en aquest mercat. Aquesta tecnologia està creixent ràpidament en popularitat i té molts avantatges respecte a les làmpades basades en mercuri, tot i que no és adequat per a totes les aplicacions, ja que hi ha disponibles làmpades fluorescents fetes específicament per al curat per UV específics. Aquests tenen la capacitat de radiar en determinades freqüències a un preu més baix ja que les llums fluorescents són una tecnologia establerta i l'espectre es controla fàcilment amb el tipus de fòsfor utilitzat. Poden produir freqüències que els LED i les làmpades de vapor de mercuri no són capaces de generar, incloent freqüències múltiples. Són una mica menys eficients que els LED o el vapor de mercuri, però costen una fracció del preu d'aquest sistemes. Permeten curar un article rodejant-lo amb diversos tubs, deixant els sistemes de llast externs al muntatge.

## Tipus de llums ultraviolats

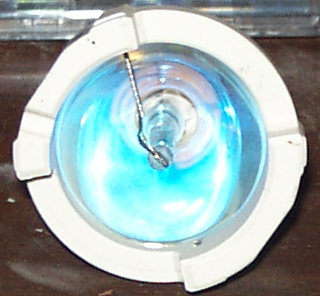
Làmpada de vapor de mercuri pel curat UV.

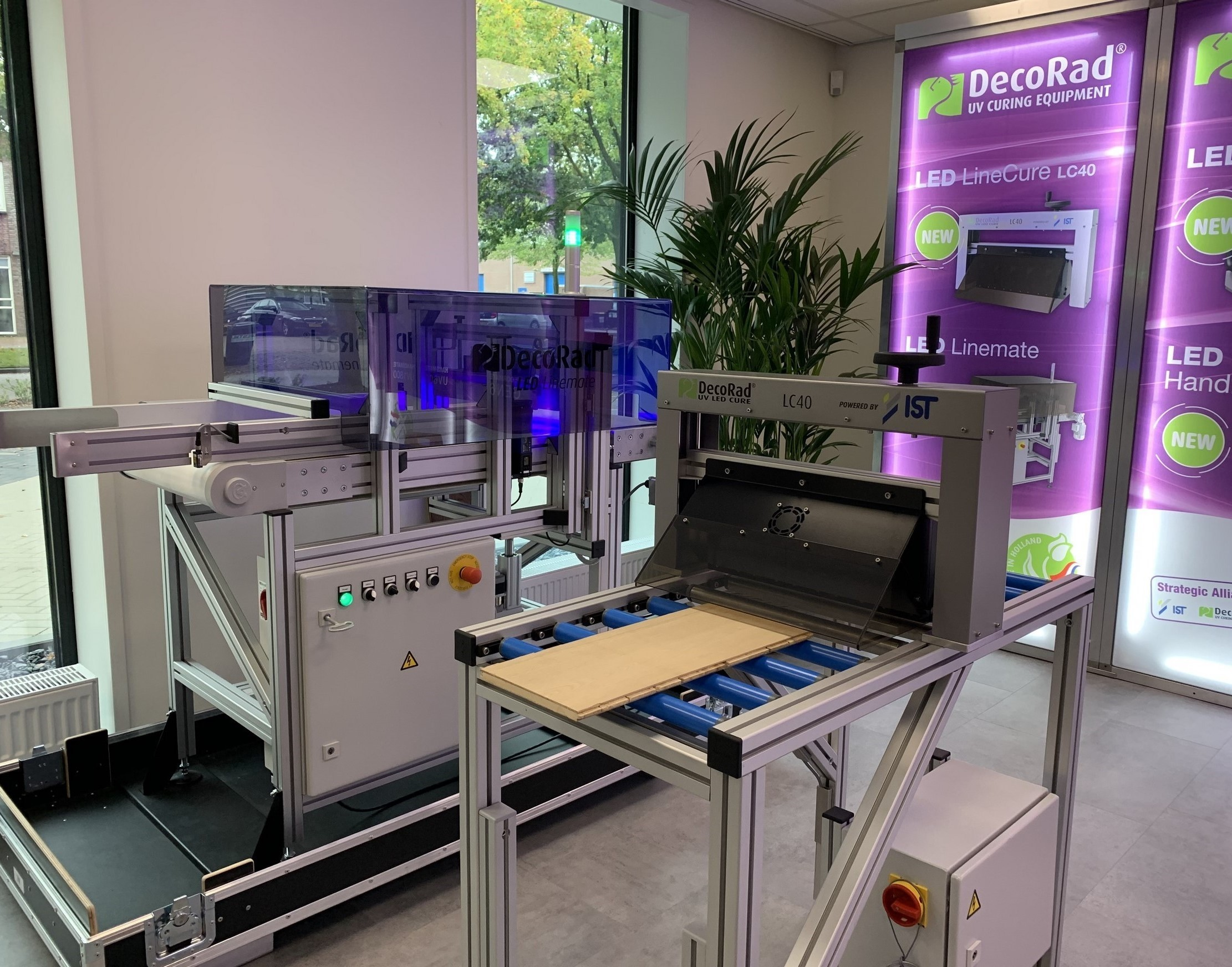
Equips de curat UV LED

### Llum de vapor de mercuri (tipus H)
La làmpada de mercuri (tipus H) subministra una radiació UV d'ona curta entre 220 i 320 nm (nanòmetres) i una cresta d'energia en un rang d'ona més llarga de 365 nm. La làmpada H és una bona opció per a recobriments clars i capes fines de tinta i produeix curats superficials durs i acabats molt brillants.

### Llum de vapor de mercuri amb additiu de ferro (tipus D)
L'addició de ferro a la làmpada produeix una forta radiació en un rang d'ona més llarga (entre 350 i 400 nm), mentre que el component de mercuri manté una bona sortida en la longitud d'ona més curta. La làmpada D és una bona opció per poder curar tintes fortament pigmentades, adhesius i capes gruixudes de materials clars.

### Llum de vapor de mercuri amb additiu de gal·li (tipus V)
L'addició de gal·li a la làmpada produeix una forta radiació en un rang d'ona més llarga (entre 400 i 450 nm). Això fa de la làmpada V una bona opció per curar tintes pigmentades blanques i capes de base que contenen diòxid de titani, que bloqueja la radiació ultraviolada d'ona més curta.

### Llums fluorescents
Les làmpades fluorescents s'utilitzen per al curat UV en diverses aplicacions. En particular, s'utilitzen quan la calor excessiva del vapor de mercuri és indesitjable, o quan un element necessita estar envoltat de llum tot ell, com en el cas dels instruments musicals. Es poden fabricar làmpades fluorescents que produeixen UV en qualsevol part de l'espectre UVA/UVB. A més a més, és possible fer làmpades que tinguin múltiples crestes de radiació, permetent utilitzar una varietat més àmplia de foto-iniciadors. Si bé les làmpades fluorescents són menys eficients a l'hora de produir UV que el vapor de mercuri, existeixen iniciadors moderns que necessiten menys energia global, i compensen aquest desavantatge, apart de que hi ha disponibles làmpades fluorescents en una gran varietat de mides i potències.

### LEDs
Els dispositius UV-LED són capaços d'emetre un espectre molt estret de radiació (+/- 10 nm), mentre que les làmpades de mercuri tenen una distribució espectral més ample. D'altra banda, encara que les làmpades ultraviolades fluorescents poden ser força estretes, no arriben a ser tan estretes com les de LEDs.
Els LED són molt més cars, però duren fins a 10 vegades més, i a diferència dels tubs fluorescents, es poden encendre i apagar freqüentment, ja que no necessiten cap període d'inici ni de refrigeració. Si bé no poden generar el mateix espectre que el vapor de mercuri o que els tubs fluorescents, es poden formular fàcilment fotoiniciadors dissenyats per treballar amb ells. Altres avantatges dels sistemes de curat amb raigs ultraviolats generats per LEDs, són la capacitat de ser més compactes, la capacitat de treballar amb substrats sensibles a la calor (ja que en generen menys), una millor eficiència energètica i una seguretat millorada evitant l'ús de mercuri.